# Landeskriminalamt Sachsen-Anhalt
Das Landeskriminalamt Sachsen-Anhalt ist eine Landesoberbehörde in Form eines Landeskriminalamtes bei der Polizei Sachsen-Anhalt.
Im Landeskriminalamt liegt die Ermittlungsführung und die Leitlinienkompetenz der Verbrechensbekämpfung sowie die Kriminalprävention.

## Organisation
Das Landeskriminalamt Sachsen-Anhalt ist eine Landesoberbehörde und untersteht dem Ministerium für Inneres und Sport des Landes Sachsen-Anhalt. An seiner Spitze steht eine Direktorin. Das LKA besteht aus sechs Abteilungen:
1. Verwaltung (Recht, Personal, Haushalt)
2. Kriminalwissenschaft/Kriminaltechnik/Erkennungsdienst (Biologie, Klassische Kriminaltechnik, Erkennungsdienst/Daktyloskopie/DNA-Analyse-Datei, Toxikologie/Physik/Chemie, Forensische Informationstechnik)
3. Spezialeinheiten/Einsatz- und Ermittlungsunterstützung/Zentrale Information (Mobile Einsatzkommandos, Spezialeinsatzkommando, Telekommunikationsüberwachung, Zentrale Information/Fahndung)
4. Auswertung, Analyse/Zentrale Ermittlungen/Prävention

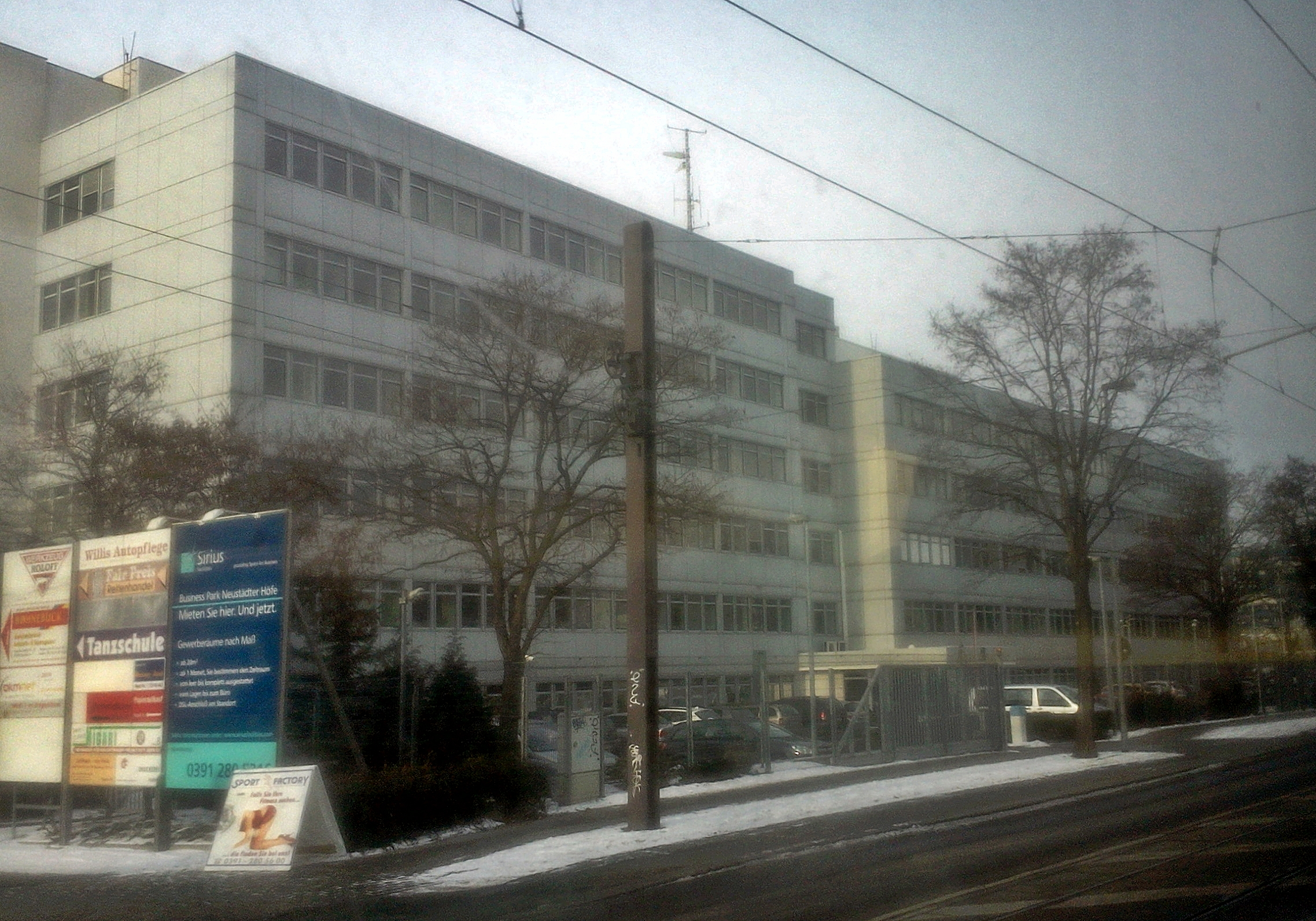
Landeskriminalamt Sachsen-Anhalt, Lübecker Str. 53–63 Magdeburg

5. Polizeilicher Staatsschutz
6. Cybercrime Competence Center (4C)

und dem Stabsbereich (1, 2 und 3).

## Rechtsgrundlagen
Rechtsgrundlage für die Arbeit des LKA Sachsen-Anhalt ist § 79 des Gesetzes über die öffentliche Sicherheit und Ordnung des Landes Sachsen-Anhalt (SOG LSA).

## Geschichte
Mit der Neugründung des Landes Sachsen-Anhalt wurde auch eine neue Polizeiorganisation geschaffen. Die Landesregierung Sachsen-Anhalts beschloss am 29. Januar 1991 die Bildung des Landeskriminalamtes Sachsen-Anhalt. Das Innenministerium setzte diesen Beschluss mit Erlass vom 7. Februar 1991 um.
Im Jahr 2007 trat der LKA-Direktor Frank Hüttemann nach den Vorwürfen geschönter Statistiken aus dem Bereich des Polizeilichen Staatsschutzes zurück.

## Neubau in Barleben
2022 wurde beschlossen ein neues Gebäude für das Landeskriminalamt in Barleben, im Norden von Magdeburg zu errichten. Ziel ist die Fertigstellung bis 2028. Weiter gibt es Pläne mit der Deutschen Bahn, einen direkten Haltepunkt am Gelände einzurichten.

## Direktoren
- 1991–2000: Volker Limburg
- 2000–2002: Günther Flossmann
- 2002–2007: Frank Hüttemann
- 2008–2021: Jürgen Schmökel
- 2021: Birgit Specht (kommissarisch)
- ab 2022: Birgit Specht